# Ісаак Аппель
Ісаак Аппель (пол. Izaak Appel; 1905—1941) — польський шахіст. У складі збірної Польщі учасник шахових олімпіад 1933 і 1937 років.
З 1925 року грав у шахи в Лодзькому клубі любителів шахової гри. У чемпіонаті Лодзі 1929 посів друге місце, здобував чемпіонство міста 6 разів (1930—1934, 1937).
У міжнародному турнірі в Юраті 1937 посів 3-є місце. Грав у складі команди Лодзі на командному чемпіонаті Польщі. Після вибуху Другої світової війни опинився на теренах України. В 1940 році на чемпіонаті України, що проходив в Києві, з результатом 8 очок з 17 можливих (+5-6=6) посів 11 місце. Доля цього шахіста єврейського походження після початку німецько-радянської війни невідома.

## Спортивні досягнення
| Рік  | Місто     | Турнір                 | +  | − | = | Результат | Місце |
| ---- | --------- | ---------------------- | -- | - | - | --------- | ----- |
| 1933 | Фолкстон  | 5-а шахова олімпіада   | 4  | 2 | 4 | 6 з 10    |       |
| 1935 | Варшава   | 3-й чемпіонат Польщі   | 5  | 6 | 5 | 7½ з 16   | 10—11 |
| 1937 | Юрата     | 4-й чемпіонат Польщі   | 10 | 3 | 8 | 14 з 21   | 4—6   |
|      | Стокгольм | 7-а шахова олімпіада   | 7  | 3 | 4 | 9 з 14    | 3     |
| 1940 | Київ      | 12-й чемпіонат України | 5  | 6 | 6 | 8 з 17    | 11    |